# 東山公園 (新庄市)
東山公園（ひがしやまこうえん）は、山形県新庄市にある総合公園。

## 園内概要
- 新庄市陸上競技場（東山総合運動公園）
- 新庄市民球場
- 新庄市体育館
- 新庄市東山テニスコート
- 新庄市民プール
- 古峰神社

など

## その他
- 東山公園内には「あじさいの杜」があり、7月頃に新庄市の花でもあるあじさいが見頃を迎える。34種類45,000株のあじさいがあり、7月中旬にはあじさいまつりも行われている。
- 一周500ｍの東山三十三観音巡りもすることができる。

## アクセス
- 車
  - JR奥羽本線新庄駅より約5分[1]

## 周辺
- 国道13号
- 最上中央公園